# Wolfgang Döblin
Pour les articles homonymes, voir Döblin.
Wolfgang Döblin (également connu sous le nom de Vincent Doblin), né à Berlin le 17 mars 1915 et mort à Housseras le 21 juin 1940, est un mathématicien français d'origine allemande.
Sur sa tombe, est inscrit « Vincent Doblin. Mort pour la France ». Il est enterré à Housseras entre son père Alfred Döblin et sa mère.

## Biographie
Wolfgang était le deuxième des quatre enfants du médecin et écrivain allemand Alfred Döblin et de son épouse Erna. Son père était un neuropsychiatre et éminent homme de lettres, auteur de nombreux romans dont Berlin Alexanderplatz.
Le 28 février 1933, au lendemain de l'incendie du Reichstag, Alfred Döblin, son père, juif, homme de gauche, opposant au nazisme, s'enfuit à Zurich suivi de sa femme et de son plus jeune fils. Wolfgang les rejoint en avril 1933, après avoir passé à Berlin son Abitur (baccalauréat). À l'automne 1933, la famille s'installe en France, tout d'abord à Maisons-Laffitte, puis à partir de décembre 1934 à Paris 14e, au 5 square Henri-Delormel.
À la rentrée universitaire 1933, il reprend ses études supérieures, commencées à Zurich, à la Faculté des sciences de Paris. Il commence à travailler sur la théorie des probabilités en 1935, sous la direction de Maurice Fréchet, à l'Institut Henri-Poincaré.
Ses travaux portent sur les chaînes de Markov et il commence à s'intéresser aux processus en temps continu, un domaine alors en plein essor, notamment grâce aux travaux d'Andreï Kolmogorov. Lycéen à Berlin, il était passionné par la politique et par l'économie, domaine lié aux probabilités et aux statistiques.
En octobre 1936, il obtient la nationalité française, avec ses parents et deux de ses frères. Il adopte le nom de « Vincent Doblin ». En tant que mathématicien, il continue de signer « Wolfgang Doeblin ».
Wolfgang Döblin soutient sa thèse sur le sujet des martingales, lié aux chaînes de Markov, en mars 1938, sous la direction de Maurice Fréchet.
Après sa thèse d'État, il est incorporé, en novembre 1938, pour faire son service militaire de deux ans. Refusant, jusqu'au printemps 1940, toute formation d'officier, il reste simple soldat. Malgré ses activités militaires, il réussit à poursuivre son travail, en s'attaquant entre autres à l'équation de Chapman-Kolmogorov, qui est à la base du lien entre la théorie des probabilités et celle des équations aux dérivées partielles. Fin août 1939, il est affecté comme téléphoniste dans le 291e régiment d'infanterie, stationné dans les Ardennes, à Givet, puis à Sécheval, jusqu'en janvier 1940.
Il termine la rédaction de son mémoire Sur l'équation de Kolmogoroff en cantonnement, en Lorraine (à Athienville précisément), et l'envoie sous forme de « pli cacheté » à l'Académie des sciences (pli cacheté 11-668). Il se bat héroïquement sur le front de la Sarre et en Lorraine et est décoré de la croix de guerre.

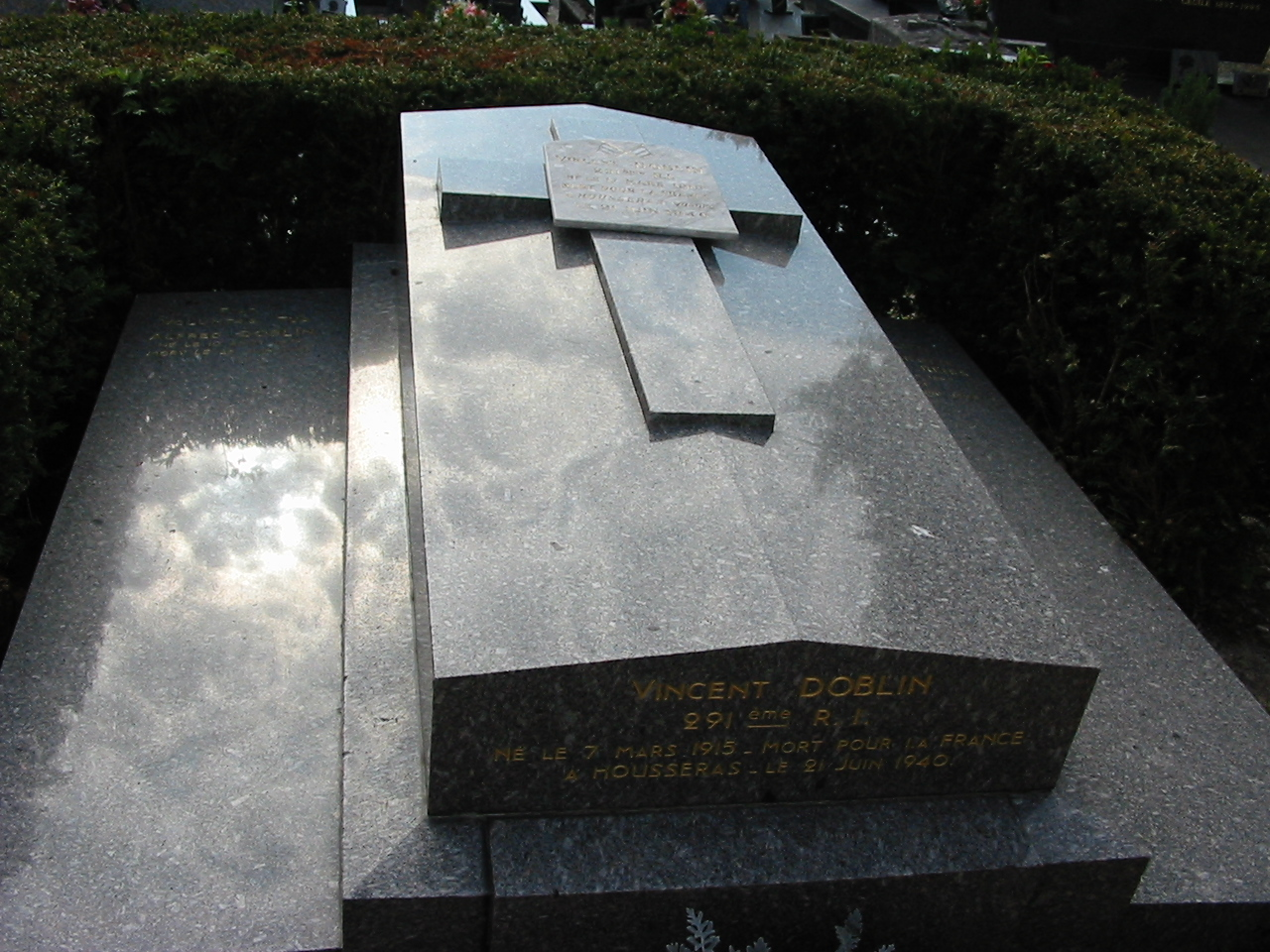
Tombe familiale.

Trois jours après la demande d'armistice par la France et à la suite de la dislocation de son régiment, il se sépare de ses camarades au col de la Chipotte (Vosges), au soir du 20 juin. Le lendemain matin, il se suicide, dans le village de Housseras, au nord-est d'Épinal, plutôt que de tomber aux mains des Allemands. Inhumé le même jour comme « soldat anonyme », son corps ne sera identifié qu'en 1944.
Ses parents seront enterrés à ses côtés en 1957.
Une plaque commémorative est déposée au 5 square Henri Delormel, Paris XIVe, sur l'immeuble où la famille Döblin s'est installée à son arrivée à Paris en 1934.

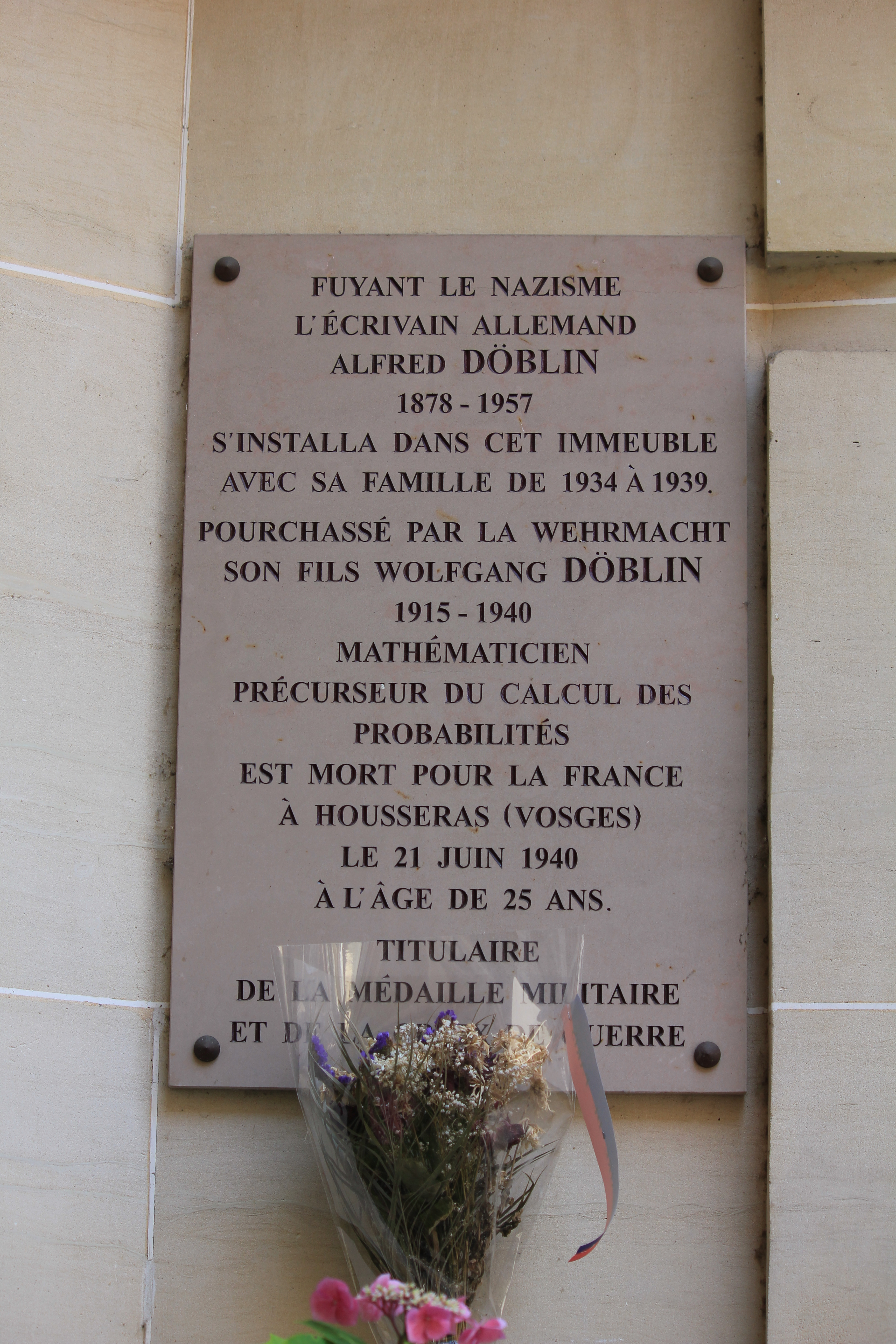
Plaque commémorative pour Alfred et Wolfgang Döblin, à Paris

## Le pli cacheté 11-668
Le pli cacheté 11-668 qu'il envoya à l'Académie des sciences lorsqu'il se trouvait sous les drapeaux, à la mi-février 1940, ne fut ouvert qu'en 2000.
Il contenait des travaux sur la résolution de l'équation de Kolmogorov (théorème démontré indépendamment en 1965), c'est-à-dire des calculs sur la densité de la position d'une particule soumise à des phénomènes de diffusion, mais en utilisant des méthodes trajectorielles sur ces généralisations du mouvement brownien plutôt que des méthodes analytiques. Ces idées furent  développées indépendamment par le mathématicien Kiyoshi Itō qui fonda le calcul stochastique ou calcul d'Itō dans les années 1940.
L'enveloppe du pli cacheté comporte en titre Sur l'équation de Kolmogoroff de W. Doeblin.

## Prix Döblin
Le Prix Wolfgang-Döblin a été créé en son honneur par la Société Bernoulli et financé par Springer. Il récompense de jeunes probabilistes.

## Sources
- W. Doeblin, Sur l'équation de Kolmogoroff, Pli cacheté déposé le 26 février 1940, ouvert le 18 mai 2000, Comptes-Rendus à l'Académie des sciences de Paris, série 1, 331, 1031-1187, 2000.
- M. Petit, L'équation de Kolmogoroff. Vie et mort de Wolfgang Doeblin, un génie dans la tourmente nazie, Ramsay, 2003.  (ISBN 2-84114-641-3)
- Ph. Alexandre, J. Cressanges, M. Durand, Döblin père et fils - l'expérience créatrice,
- Bernard Bru et Marc Yor, La vie de Wolfgang Doeblin, Lettre de l'Académie des sciences, no. 2, 2001.
- Documentaire de Jürgen Ellinghaus et Hubert Ferry, La lettre scellée du soldat Doblin, ARTE, 86 min, 2006, . DVD :. VoD :.
- Documentaire radiophonique de Jürgen Ellinghaus, La marche aléatoire du soldat Doblin, France Culture, 2008, 58 min,  [1]